# Objekt-Broker
Ein Objekt-Broker ist eine objektorientierte Form von Middleware, nämlich ein RPC-basiertes System mit Bezug zur objektorientierten Programmierung. Der traditionelle RPC wurde zu einer Zeit entwickelt, als noch imperative Programmiersprachen vorherrschend waren. Mit dem Aufkommen der objektorientierten Sprachen entstand der Bedarf nach Plattformen, welche den Zugriff auf entfernte Objekte unterstützen; die Entwicklung solcher Plattformen resultierte in den Objekt-Brokern.
Objekt-Broker tauchten erstmals Anfang der 1990er Jahre auf. Der Hauptzweck eines Objekt-Brokers ist derselbe wie bei klassischen RPC-basierten Systemen, nämlich die Komplexität entfernter Aufrufe zu verbergen – rein implementierungstechnisch unterscheiden sich Objekt-Broker und klassische RPC-Systeme daher kaum. Der Unterschied besteht darin, dass der Client keine Prozeduren aufruft, sondern Methoden von Objekten. Da das objektorientierte Programmiermodell auch Konzepte wie Vererbung und Polymorphismus vorsieht, ist die Funktion, welche das serverseitige Objekt ausübt, davon abhängig, zu welcher Klasse das Objekt gehört – verschiedene Objekte führen dieselbe Methode deshalb möglicherweise unterschiedlich aus. Das bedeutet, der Objekt-Broker muss einen Client mit spezifischen Objekten verbinden können und Interaktionen zwischen Objekten verwalten.
Im Laufe der Zeit wurde diese Hauptfunktionalität ergänzt um Fähigkeiten, die über einfache Interoperabilität von Objekten hinausgehen, beispielsweise um Ortstransparenz, ausgeklügelte Techniken zum Umgang mit dynamischem Binden, Objekt-Lifecycle-Management und Persistenz.
Bekanntester Vertreter von Objekt-Brokern ist CORBA – eine Architektur und Spezifikation für das Management objektorientierter Anwendungen in einer verteilten Umgebung, die eine Abstraktion von Objekt-Brokern darstellt, die sogenannten Object Request Broker. CORBA wurde in den frühen 1990er von der Object Management Group (OMG) entwickelt. Die bekanntesten nicht-CORBA Objekt-Broker sind das Distributed Component Object Model (DCOM) und dessen Nachfolger COM+, entwickelt von der US-Firma Microsoft.